# Grady (1937)
Grady (1937) — метеорит-хондрит масою 9300 грам.